# Šalvěj hispánská
Šalvěj hispánská (Salvia hispanica) je bylina z čeledi hluchavkovitých, pocházející z horských oblastí Střední Ameriky. Je pěstována pro jedlá semínka zvaná chia (vyslovováno [čɪja]), což je také jiný název pro tuto rostlinu. Je to jednoletá rostlina vysoká přes jeden metr, s bílými nebo fialovými květy.
Rostlinu znali už staří Aztékové a používali ji také jako platidlo, jak zmiňuje Mendozův kodex ze 16. století. Mexický stát Chiapas dostal své jméno právě díky pěstování semínek chia. V Kalifornii roste příbuzná rostlina Salvia columbariae, jejíž semínka jsou známa jako „zlatá chia“.
Díky rychlému růstu se šalvěj hispánská používá také jako dekorativní rostlina: semínka se sejí do květináčů ve tvaru zvířat a vytvářejí tzv. chia pets.

## Chia semínka
Semínka jsou šedá až černá, dlouhá okolo jednoho milimetru, obsahují vápník, antioxidanty a omega-3 nenasycené mastné kyseliny. Zahánějí pocit únavy, žízně a hladu. Konzumují se vcelku i mletá, s jogurtem, jako součást zeleninových salátů nebo se přidávají do pečiva. Když se zalijí vodou, vytvoří výživný rosol, který může sloužit jako náhražka oleje a vajec. Semínka nemají žádnou chuť. Jsou vhodná i pro celiaky a diabetiky.
Historie užívání chia semínek sahá až k Aztékům a Mayům z Jižní Ameriky, kteří je používali hlavně jako zdroj energie. Pojmenování „Chia“ je mayský výraz pro „sílu“. Další možný původ názvu semínek pochází z aztéckého slova „chian“, které znamená „olejnatý“.

## Účinky na lidské tělo
Chia semínka mají na lidské tělo mnoho pozitivních účinků. Semínka jsou vhodnou potravinou při hubnutí, protože v žaludku absorbují velké množství vody, čímž nabobtnají a navozují pocit plnosti. Také jsou vhodné pro diabetiky, jelikož zpomalují proces trávení polysacharidů, což napomáhá k stálejší hladině cukru v krvi. 
U některých lidí se na chia semínka může vyskytnout alergie, která se projevuje nadýmáním.